# Crocomela colorata
Crocomela colorata là một loài bướm đêm thuộc phân họ Arctiinae, họ Erebidae.